# Brendan Christian
Brendan Christian, né le 11 décembre 1983 à Antigua, est un athlète d'Antigua-et-Barbuda, spécialiste du sprint.
Il a remporté la médaille d'argent sur 200 m aux championnats du monde junior en 2002.
Il a participé aux Jeux olympiques d'été de 2004 et aux jeux du Commonwealth de 2006 sans pouvoir se qualifier pour une finale. En juillet 2007 aux jeux Panaméricains, il obtenait la médaille de bronze sur 100 m et le titre sur 200 m.
Le 20 août 2009, il termine 8e et dernier en 20 s 79 de sa demi-finale du 200 m des Championnats du monde de 2009 à Berlin.

## Palmarès

### Jeux olympiques d'été
- Jeux olympiques d'été de 2004 à Athènes (Grèce)
  - éliminé en quart de finale sur 200 m
- Jeux olympiques d'été de 2008 à Pékin (Chine)
  - éliminé en demi-finales sur 200 m

### Championnats du monde d'athlétisme
- Championnats du monde d'athlétisme de 2007 à Osaka (Japon) 
  - éliminé en demi-finale sur 100 m
  - éliminé en demi-finale sur 200 m

- Championnats du monde d'athlétisme de 2009 à Berlin (Allemagne) 
  - éliminé en demi-finale sur 200 m

### Championnats du monde junior d'athlétisme
- Championnats du monde junior d'athlétisme de 2002 à Kingston (Jamaïque)
  - 6e sur 100 m
  -  Médaille d'argent sur 200 m

### Jeux du Commonwealth
- Jeux du Commonwealth de 2006 à Melbourne (Australie)
  - éliminé en demi-finale sur 100 m
  - 5e en relais 4 × 100 m

### Jeux panaméricains
- Jeux Panaméricains de 2007 à Rio de Janeiro (Brésil)
  -  Médaille de bronze sur 100 m
  -  Médaille d'or sur 200 m

## Sources
- (en) Cet article est partiellement ou en totalité issu de l’article de Wikipédia en anglais intitulé « Brendan Christian » (voir la liste des auteurs).